# Planeta dinosaurů (2003)
Planeta dinosaurů (též Svět dinosaurů, v anglickém originále Dinosaur Planet) je americký televizní pseudo-dokument o životě neptačích dinosaurů, poprvé odvysílaný na Discovery Channel v roce 2003. Má čtyři díly a vypravěčem je herec a moderátor Christian Slater. Odborným poradcem byl paleontolog Scott Sampson.
V tomto dokumentu jsou pomocí počítačových animací představeny dinosauří rody z různých kontinentů (Evropa, Asie, Severní Amerika, Jižní Amerika), žijící v období svrchní křídy (asi před 80–66 miliony let). Jde o podobný projekt, jakým bylo o 4 roky starší Putování s dinosaury britské BBC. Hlavními „postavami“ jsou dinosauři rodů Velociraptor, Pyroraptor, Daspletosaurus a Saltasaurus.

## Jednotlivé díly
- White Tip' Journey („Cesta Bílé Špičky“, na obalu českého DVD vydání a v DVD menu je uveden název Velociraptor bojuje o přežití[1]) - dnešní Mongolsko, před 75–71 miliony let
- Pod's Travels („Podovy cesty“, na obalu českého DVD vydání a v DVD menu je uveden název Cesty životem predátora pyroraptora[2]) – dnešní jižní a východní Evropa, před 75–70 miliony let
- Little Das' Hunt („Das na lovu“, na obalu českého DVD vydání a v DVD menu je uveden název Daspletosaurus zachraňuje rodinu[3]) – území dnešní Montany, před 77–73 miliony let
- Alpha's Egg („Vejce Alfy“, na obalu českého DVD vydání a v DVD menu je uveden název Nebezpečný život saltasaura[4]) – území dnešní Argentiny, asi před 80 miliony let

## Chyby v pseudo-dokumentu
U dílu Alpha's Egg je chybně zobrazován Carcharodontosaurus jako hlavní predátor ve špatné geografické oblasti a ve špatné době. Carcharodontosaurus žil v severní Africe před 100–93 miliony let.[zdroj⁠?!]
Kromě této chyby je v dokumentů obsažen další omyl. Evropský iguanodont v díle Podovy cesty se ve skutečnosti jmenoval Rhabdodon, ale tady je nazýván Iguanodon. 